# Coenosmilia arbuscula
Espèce
Statut CITES
Coenosmilia arbuscula est une espèce de coraux appartenant à la famille des Caryophylliidae.